# Tronic
TRONIC es una banda chilena de pop punk conformada por Rodrigo "Rigo" Vizcarra (Voz, Bajo y Guitarra) y Gustavo "Chavín" Labrín (Voz, Guitarra, Bajo y principal compositor). Posee ocho discos de estudios (Uno bonus) : Ke Patine la Risa (2003), Evoluciona (2005), Ligas mayores (2006), Es la hora de limpiar la casa (2008), Contra la corriente (2010), Vale otro (2012),  Vale otro (Bonus)  (2012) Alerta de Aplicación (2015) y With Música Is Mejor (2020) actualmente se encuentran trabajando en su noveno disco, 

## Historia

### Formación y primeros años (2003 - 2005)

Primera versión del disco "Ke patine la Risa" (2001) y el demo en cassette del mismo (2000).

TRONIC nació en el año 2001 como un proyecto de cuatro amigos (entre los que estaban Rigo Y Chavín incluidos) que tocaban en distintos lugares de Santiago de Chile. Tras un tiempo de práctica decidieron grabar su primer disco, el cual constaba de 15 canciones. A la mitad de la grabación del disco, un extraño virus informático infectó la computadora donde estaban los temas, eliminandolos por completo. Dos de los cuatro amigos dejaron el proyecto musical, debido a los estudios universitarios y el matrimonio respectivamente. Los miembros sobrantes dejan la banda en hiato.
En el año 2003, la banda vuelve a reunirse oficialmente. En el lapso que estuvieron separados, Chavín fue convocado por una productora para formar el grupo GUFI, pero después de la muerte de un integrante decidió dejarlo y volver con TRONIC. Solo les faltaba un baterista y un guitarrista que cumpliesen las expectativas. El primero en llegar fue Carlos "Carlitos" Lama, como guitarrista. Al faltarles todavía un baterista, decidieron usar la antigua computadora de Brad Paragits la cual contaba con tres softwares (Mame 32, Cakewalk y FL Studio). En ese momento comenzaron a programar lo que sería la batería artificial del grupo, bautizándola así como Ciro Longa, personaje animado que ha sido el símbolo del grupo desde sus inicios. Fue así como Rodrigo "Rigo" Vizcarra (Voz y Bajo), Gustavo "Chavín" Labrín (Voz y Guitarra), Carlos "Carlitos" Lama (Guitarra) y Ciro Longa (Batería) formaron la primera alineación oficial del grupo.

Afiche de la primera presentación de TRONIC en la discoteca Blondie.

#### Ke patine la Risa (2003)
En marzo del año 2003, la banda comienza con la grabación de lo que sería su primer disco, Ke patine la Risa. De este disco sacaron su primer sencillo, Combo Final, el cual sería transmitido por la radio y por el canal televisivo MTV. El viernes 19 del mismo mes se presentaron oficialmente por primera vez en la discoteca Blondie, en Santiago de Chile. 
Debido al éxito del disco Ke patine la Risa en el año 2004 lanzaron una versión remasterizada del mismo, con cuatro temas inéditos del grupo, titulada como Ke Patine la Risa (Activado). Esta versión contiene los temas «Paul», «Pitijuay (en vivo)», «Por ella» y «Melani».

#### Evoluciona (2005)
En el año 2005 sacan su segundo disco, Evoluciona, sorprendiendo la calidad de sonido y las letras que nos hablan de la vida cotidiana que llevamos día a día, con esto se viene de la mano la gira que han hecho por diversas ciudades de Chile. El mismo año la banda participó del programa Invasión de CHV, junto a los que grabaron el video de Mateo, siendo ampliamente conocido por niños y adolescentes, debido a lo que expone el video.

### La consolidación (2006 - 2009)

#### Ligas mayores (2006)
Para el año 2006 la banda sufre un cambio drástico, sustituyendo a su baterista virtual por Daniel "Dany" Palma, con quien grabarían su tercer disco, Ligas mayores. Dany dejaría la banda poco tiempo después del lanzamiento del disco. Dando paso al cambio de instrumentos entre Rigo y Chavín.

#### Es la hora de limpiar la casa (2008)
En el año 2008 Francisco Salas entra como baterista a la banda, acompañándolos durante toda la grabación de su cuarto disco, Es la hora de limpiar la casa, fue un éxito que les permitió ir a tocar en un recital en Bogotá, Colombia y llegar al puesto 1 en MTV con el video musical de "Veinte por ciento"  Tras el lanzamiento de Es la hora de limpiar la casa Francisco y Carlitos abandonan la banda, siendo reemplazados por el antiguo baterista virtual Ciro Longa y Raúl "Baktrik" Ramos respectivamente. Para finales del año 2009, la banda lanzó la canción «Cuatro Aces» , la cual estuvo disponible en su MySpace, entregada como regalo a sus aficionados.

### TRONIC en México

#### Contra la corriente (2010)

Club de fanes de TRONIC en México.

La banda tenía programado su quinto disco, Contra la corriente, para el 6 y 7 de marzo del año 2010, pero debido al fuerte terremoto que azotó a Chile, tuvo que posponerse para el 8 y 9 de mayo. Debido a este terremoto y la inactividad que vino después del mismo, los tres músicos vendieron todas sus cosas, incluso su estudio de grabación, y viajaron a México en el mes de junio, súbitamente para algunos fanes; todo esto sin dejar de lado los conciertos y giras por Chile.

#### Vale otro (2012)
Durante meses de cierta incertidumbre, la banda consiguió instalarse y comenzar a presentarse en vivo. En el año 2012 lanzaron su primer disco grabado en México, Vale otro. El éxito del disco en México, junto con toda su trayectoria en Chile, y un dedicado trabajo de producción y difusión les permitió estructurar un show con el que consolidaron su nombre en el circuito musical mexicano, y que con los años ha sofisticado su puesta en escena.

#### Alerta de aplicación (2015)
Para el año 2015 lanzaron su séptimo disco, Alerta de Aplicación. La canción «Pal' Gato» fue uno de los sencillos de aquel álbum, y allí describen la dura vida de un profesional, que debe pagar la deuda que le dejó su carrera universitario, mostrando la conexión del grupo con el público chileno. Dos años después del lanzamiento de Alerta de Aplicación, Baktrik anuncia su salida del grupo, siendo reemplazado brevemente por Carlitos, quien al mismo tiempo se reintegraba a la banda tras 9 años.

#### KeChuchaTour (2017)
En septiembre de 2017, los miembros restantes de TRONIC anunciaron la gira «KeChuchaTour» en sus redes sociales a través de un vídeo y afiche promocional. Tras la salida de Raúl "Baktrik" Ramos, el grupo anuncia un concurso en línea para reclutar un nuevo bajista oficial.
Tras unas largas audiciones para ser el nuevo bajista de TRONIC, Ignacio "Nachoko" Ibarra es nombrado como el nuevo bajista de TRONIC.

#### Tour 15 Años (2018)
En 2018, al cumplirse 15 años desde la fundación de la banda, TRONIC anuncia por redes sociales su gira por todo Chile y Perú, pasando por 11 ciudades chilenas y por Lima, Perú. La gira comenzó en la ciudad de Iquique el 12 de octubre y culminó con la presentación en Santiago el 27 de diciembre.

#### With Música Is Mejor (2020)
En el año 2020 el grupo lanza su octavo disco, With Música Is Mejor, siendo relanzado tiempo después con una mejor calidad de audio. Poco tiempo después del lanzamiento de With Música Is Mejor, Nachoko abandona la banda, siendo reemplazado brevemente por Carlitos hasta el año 2021.

### Presente de la banda

#### Ke Patine La Risa20 Aniversario y Lollapalooza Chile 2024(2023 - presente)
Desde el segundo semestre de 2023, Tronic se encuentra realizando una gira a nivel nacional para celebrar los 20 años desde el lanzamiento de su álbum debut “Ke patine la risa”, con la cual se han presentado en ciudades como Santiago, La Serena, Quilpué, Temuco, Antofagasta, Iquique, Concepción, Chillán, Valdivia y Viña del Mar, y formaron parte del cartel de Lollapalooza Chile 2024.
En Lollapalooza Chile 2024, se presentaron el sábado 16 de marzo, abriendo el escenario principal. Durante su presentación, Tronic contó con la participación de Tim Picchetti y Juan Pablo Varela de Gufi, con quienes interpretaron “Por ella”. Con más de 200 mil reproducciones en YouTube, el show de Tronic en Lollapalooza Chile 2024 es una de las 10 más vistas del festival.
En julio de 2024, Tronic lanza su nuevo sencillo titulado “Nueva Vida”, su primera canción nueva en 4 años y que será parte del nuevo álbum de la banda próximo a lanzarse en 2025. En septiembre, inician la gira “Tour Evoluciona 20 aniversario” en La Serena, siguiendo en Copiapó, Santiago, Quilpue, Concepción y San Carlos.

## Miembros

### Integrantes actuales
- Gustavo “Chavín” Labrín - Voz, Guitarra y Bajo (2001-presente)
- Rodrigo "Rigo" Vizcarra - Voz, Guitarra y Bajo (2001-presente)
- Ciro Longa - Batería (2003-2006) (2008 - presente)

### Integrantes en vivo
- Ignacio “Nachoko” Ibarra - Bajo (2017 - 2020) (2022 - presente)
- Gabo Alonzo - Guitarra - (2023 - presente)

### Integrantes anteriores
- Carlos "Carlitos" Lama - Guitarra (2003 - 2008) (2017) (2020 - 2021)
- Rodrigo "Levi" Stambuk - Guitarra (2003)
- Daniel "Dany" Palma - Batería (2006 - 2007)
- Francisco Salas - Batería (2008)
- Raúl "Baktrik" Ramos - Bajo (2008 -2017)

## Discografía
- 2003 - Ke patine la Risa
- 2005 - Evoluciona
- 2006 - Ligas mayores
- 2008 - Es la hora de limpiar la casa
- 2010 - Contra la corriente
- 2012 - Vale Otro
- 2015 - Alerta de aplicación
- 2020 - With Música Is Mejor

## Videografía
| Año  | Videoclip              | Dirección            |
| ---- | ---------------------- | -------------------- |
| 2003 | «Combo Final»          | TRONIC               |
| 2003 | «Otra Vez»             | TRONIC               |
| 2003 | «Malos Amigos»         | TRONIC               |
| 2005 | «Misis Güiñi»          | Solo por las niñas   |
| 2005 | Mateo                  | CHV                  |
| 2006 | «Fénix»                | Claudio Rivera       |
| 2007 | «Brasil»               | Roberto Cisternas    |
| 2007 | «Triclozan»            | Roberto Cisternas    |
| 2008 | Mantarraya Picáo a vit |                      |
| 2009 | «Veinte Por Ciento»    | GRYMO                |
| 2009 | «La Colina»            | GRYMO                |
| 2010 | «Abracadabra»          | GRYMO                |
| 2012 | «Kikiki-Up»            | Alfred Rosenberg     |
| 2013 | «Infierno»             | Brad Paragüits       |
| 2015 | «Alerta de Aplicación» | TRONIC               |
| 2015 | «Pal' Gato»            | TRONIC               |
| 2016 | «Aviones de Papel»     | Stephan Von Marttens |